# Korthörna
Korthörna, även känt som "straffhörna" är en företeelse i landhockey och indoorhockey där en anfallande spelare får spela bollen från bakom kortlinjen till anfallande spelare utanför målområdet. Det försvarande laget måste börja bakom kortlinjen och får inte korsa denna förrän bollen har spelats.

## Indoorhockey

### När tilldelas korthörna?
Korthörna tilldelas som regel i fyra situationer:
- Grovt regelbrott begås utanför egen målcirkel
- Regelbrott begås inne i egen målcirkel
- Bollen avsiktligt spelas ut över kortlinjen av det försvarande laget
- Oavsiktlig målhindrande aktion, till exempel att en försvarsspelare oavsiktligt stoppar ett mål med otillåtna medel.

### Hur utförs en korthörna?
- En anfallare lägger bollen där målcirkel och kortlinje möts, det anfallande laget väljer själva vilken sida om målet korthörnan ska läggas.

Ett antal anfallande spelare placerar sig runt målcirkeln för att kunna ta emot hörnan när den slås.
- Det försvarande laget placerar sig bredvid bakom kortlinjen bortom bortre stolpen kontra bollen. Det försvarande lagets utespelare har olika uppgifter under korthörnan, så som störa skytten, täcka ev. passningar, stå vid stolpen och assistera målvakten med att rädda bollar eller att ta hand om ev. retur. De spelare som riskerar att träffas av bollen (främst spelaren vid stolpen) bär ansiktsskydd under korthörnan. Målvakten står placerad i målet, dock med fötterna bakom mållinjen.
- Korthörnan slås och de försvarande spelarna får därmed korsa kortlinjen. De anfallade spelarna som tar emot bollen måste stoppa bollen (bollen ska ligga stilla) utanför målcirkeln innan bollen får spelas mot mål.
- Om det försvarande laget korsar kortlinjen innan korthörnan slagits tas korthörnan om.